# 笑アニさまがやってくる!
笑アニさまがやってくる!（わらあにさまがやってくる）は、NHK総合テレビで放送されていた特別番組のシリーズ。 

## 概要
喋りのプロフェッショナルである芸人と声優がコラボレーションして展開される公開放送形式のバラエティ番組。サンドウィッチマンがMCを担当し、2018年のみ森久保祥太郎が声優サイドのMCを担当した。
声優の演技実演・芸人によるネタ披露や、3Dアニメを用いた芸人と声優による合同のお笑い企画が展開されたほか、2019年には公開放送地でのロケVTR企画も展開された。番組の最後には第2回を除きその回のMVP「笑アニさま」を決めた。

## 放送リスト
|   | 放送日                       | 収録日                    | 芸人ゲスト                  | 声優ゲスト                                                  | 備考                                                   | 主催局 |
| - | ---------------------------- | ------------------------- | --------------------------- | ----------------------------------------------------------- | ------------------------------------------------------ | ------ |
| 1 | 2018年7月16日 22:50 - 23:35  | 5月26日 碧南市文化会館    | ロッチ 和牛                 | 森久保祥太郎 大空直美 岸尾だいすけ 仲村宗悟 三上枝織        | MVP：伊達みきお                                        | 名古屋 |
| 2 | 2018年11月27日 22:25 - 23:10 | 10月27日 高梁総合文化会館 | アルコ&ピース TKO           | 森久保祥太郎 戸松遥 森田成一 Pyxis 八代拓                   |                                                        | 岡山   |
| 3 | 2019年8月12日 22:50 - 23:30  | 6月26日 多賀城市民会館    | ドランクドラゴン ハナコ     | 大河元気【MVP】 鈴木裕斗 工藤晴香 中島由貴                  | 副MC：武田玲奈 NHK東日本大震災プロジェクトの一環で開催 | 仙台   |
| 4 | 2019年12月24日 23:50 - 24:33 | 11月29日 北九州芸術劇場   | アイデンティティ（VTR出演） | 浅沼晋太郎 米内佑希 落合福嗣【MVP】 戸松遥 Machico 伊藤沙莉 | VTR出演：うえやまとち                                  | 北九州 |